# Glasgow Highlanders
Le Glasgow Highlanders est un régiment de la Territorial Army (armée de réserve britannique). Il fut créé en 1868 pour être finalement dissous en 1973. Il participa entre autres à la bataille de Normandie pendant la Seconde Guerre mondiale. Il vit son baptême du feu lors de la seconde guerre des Boers.